# Maldà
Maldà (em catalão e oficialmente) ou Maldá (em castelhano) é um município da Espanha na comarca de Urgel, província de Lérida, comunidade autónoma da Catalunha. Tem 31,3 km² de área e em 2021 tinha 237 habitantes (densidade: 7,6 hab./km²).

## Demografia
| Variação demográfica do município entre 1991 e 2004 [carece de fontes?] | Variação demográfica do município entre 1991 e 2004 [carece de fontes?] | Variação demográfica do município entre 1991 e 2004 [carece de fontes?] | Variação demográfica do município entre 1991 e 2004 [carece de fontes?] |
| ----------------------------------------------------------------------- | ----------------------------------------------------------------------- | ----------------------------------------------------------------------- | ----------------------------------------------------------------------- |
| 1991                                                                    | 1996                                                                    | 2001                                                                    | 2004                                                                    |
| 325                                                                     | 300                                                                     | 271                                                                     | 283                                                                     |